# Pandolfo Rucellai
Pandolfo Rucellai (Firenze, 13 agosto 1436 – 23 maggio 1497) è stato un mercante e politico italiano.

## Primi anni, matrimonio, legame con i Medici
Nacque a Firenze il 13 agosto 1436, da Giovanni di Paolo Rucellai (1403-1481) e Jacopa di Palla Strozzi (1413-1468). Ricevette un'accurata educazione, dato l’ambiente umanistico nel quale la famiglia era immersa; fu poi indirizzato verso la pratica mercantile, svolgendo una lunga militanza nelle aziende di famiglia, che gli meritò la fama di grande esperto di questioni economico-finanziarie. 
Malgrado avesse manifestato una vocazione religiosa, per volontà paterna contrasse matrimonio, il 7 giugno 1456, con Caterina di Bonaccorso Pitti, famiglia in quel momento alla testa del partito antimediceo. Con tali nozze, Giovanni Rucellai intendeva bilanciare la politica familiare, preoccupato per la tenuta del potere mediceo all'interno della città.
La posizione e il prestigio della famiglia si accrebbero ulteriormente nel 1466, con il matrimonio del fratello minore Bernardo con Nannina de' Medici, sorella di Lorenzo il Magnifico, che rafforzò il legame tra le due famiglie. Questo significò tra le altre cose per Pandolfo l’assegnazione di maggiori incarichi pubblici: nel 1469 fu chiamato a far parte della Signoria, mentre nel 1473 fu uno dei consoli della Zecca.

## La repubblica di Savonarola
L'esistenza di Pandolfo entrò in una nuova fase nel 1494, a seguito della cacciata di Piero de' Medici e del varo della repubblica popolare direttamente ispirata da Girolamo Savonarola.
Sotto il nuovo regime, Rucellai ricoprì importanti incarichi: nel 1495 fu nominato tra gli Ufficiali alle grazie, magistratura investita dei delicati problemi legati al tema della revisione delle imposte, ma non poté esercitare la carica risultando egli stesso «a specchio», vale a dire fiscalmente moroso; il 12 febbraio fu eletto dal Consiglio grande tra i sedici cittadini incaricati di realizzare una delle più sentite riforme fiscali annunciate dal regime: l’istituzione, in luogo del precedente catasto, di una nuova imposta – la decima – gravante sui soli beni immobili. Pandolfo, prescelto per la sua riconosciuta competenza in campo finanziario, ma anche come fiduciario e seguace del frate ferrarese, lasciò dopo qualche mese lasciare la carica, a seguito della sua elezione, il 18 maggio 1495, nei Dieci di Balìa.

## Ritiro e ultimi anni
Malgrado l’ascendente fortissimo che Savonarola aveva in città, la situazione della Repubblica rimaneva assai difficile, dal punto di vista sia interno sia internazionale: Rucellai rinunciò all’incarico e di lì a pochi giorni entrò nel convento di S. Marco, ricevendo il 2 giugno l’abito di frate domenicano dallo stesso Savonarola e assumendo il nome di fra Santi.
Fu in questi ultimi anni della vita che scrisse, su richiesta di Savonarola, due brevi trattati, uno sui cambi, a lui dedicato, l’altro sul Monte comune e sul Monte delle doti, prima della morte sopraggiunta il 23 maggio 1497.

## Discendenza
Dalla moglie Caterina di Bonaccorso Pitti (m. 1° luglio 1464) ebbe sei figli:
- Piera, sposò Carlo di Bernardo Del Benino
- Ginevra (m. 20 febbraio 1484[5]), sposò nel 1479 Alessandro di Rinaldo degli Albizzi
- Elisabetta (m. 6 aprile 1497[6]), sposò nel 1481 Andrea di Carlo Strozzi
- Alessandra, sposò nel 1483 Giovanni di Niccolò Cambi
- Dianora (m. dopo il 1521), monaca
- Paolo (2 aprile 1464-1° gennaio 1510), sposò Lorenza Ginori (1476-1547) ed ebbe discendenza.